# Мара Петлякова
Мара Николова Петлякова е българска комунистка, участничка в Съпротивителното движение по време на Втората световна война.

## Биография
Мара Петлякова е родена в 1912 година в пазарското село Корнишор, тогава в Османската империя, в семейството на тютюноработника комунист Никола Хр. Петляков (1878 - 1972). В 1921 година семейството ѝ емигрира в България. Учи в ІІІ девическа гимназия, където членува в марксически кръжок и е изключена. В 1928 година става член на Българския комунистически младежки съюз, а в 1933 година на Българската комунистическа партия. В 1933 година завършва ІІ девическа гимназия. Изпратена е по партийна линия да учи в Международната ленинска школа в Москва (1934 - 1937). След като се завръща става член на Окръжния комитет на БКП в София и е секретарка на Ючбунарския районен комитет (1937 - 1939). Интернирана е в Поморие, Крумовград и Момчилград. В 1940 година става сътрудничка на Централния комитет на БКП.
През юли 1941 година е арестувана и въдворена в лагера „Свети Никола“. На 22 юни 1942 година бяга от лагера заедно с Йорданка Чанкова и Лиляна Димитрова. Укрива се в Пловдив, но след месец е заловена и върната в „Свети Никола“. На 25 март 1943 година бяга отново и става членка на Окръжния комитет на БРП в София. През февруари 1944 година е пълномощничка на комитета в Дупнишкия партизански отряд. Арестувана е, измъчвана и разстреляна на 17 февруари 1944 година.